# Barnhall Rugby Football Club
 Barnhall RFC  est un club de rugby irlandais basé dans la ville de Leixlip, en république d'Irlande qui évolue dans le championnat irlandais de deuxième division. Le club est affilié à la fédération du Leinster et ses joueurs peuvent être sélectionnés pour l’équipe représentative de la région, Leinster Rugby.

## Histoire
Le club a été fondé par les employés d'une entreprise d'empaquetage de viande du quartier de Barnhall à Leixlip. Il atteint le statut de senior club en 1999, année où il intègre la quatrième division de la All Ireland League.
Depuis 2005, le club est affilié à l'université de Maynooth, et porte donc le nom de NUIM Barnhall (National University of Ireland, Maynooth) entre 2010 et 2015, avant de porter celui de MU Barnhall (Maynooth University).
Le plus célèbre joueur passé par le club est l'ex-joueur du Stade toulousain et international irlandais Trevor Brennan, qui est né à Leixlip.
Le club remporte son premier titre au niveau national en 2019, remportant la All Ireland League Division 2B (quatrième division).

## Palmarès
- All Ireland League Division 2B
  - Vainqueur : 2018-2019 : 1

## Joueurs célèbres
- Trevor Brennan